# توم همفريز
توم همفريز (بالإنجليزية: Tom Humphries)‏ هو صحفي رياضي وكاتب عمود سابق كتب لصحيفة آيريش تايمز أثناء تطوعه في نادي ألعاب غيلية في شمال دبلن. انتهت مسيرته المهنية ككاتب رياضي بارز بعد ظهور تاريخه في الاعتداء الجنسي على الأطفال في عام 2011. في عام 2017، أقر بالذنب في عدد من جرائم الاعتداء الجنسي على الأطفال وحُكم عليه بالسجن لمدة 21⁄2 عامًا. لاحظت مايف شيهان، الكاتبة في صحيفة صنداي إندبندنت، مع انتهاء عقوبة سجنه في عام 2019: «باعتباره أحد مرتكبي الجرائم الجنسية الذين اشتهروا قبل دخوله السجن، فإن جرائمه تضمن بقاء اسمه على الرادار العام لسنوات قادمة».

## مقابلة روي كين
حظي همفريز باهتمام دولي في مايو 2002، بسبب مقابلته مع لاعب كرة القدم الأيرلندي روي كين في جزيرة سايبان، بينما كان المنتخب الوطني لكرة القدم يستعد للمشاركة في كأس العالم 2002. في الأصل، خطط همفريز لكتابة مقال بناءً على المقابلة،[بحاجة لمصدر] لكن تصريحات كين الانتقادية الصريحة حول الاستعدادات لكأس العالم ومواقف إدارة الفريق واللاعبين واتحاد أيرلندا لكرة القدم، أدت إلى ظهور المقابلة كنص حرفي على الصفحة الأولى من صحيفة آيريش تايمز (وهو إجراء غير مسبوق تقريبًا)[بحاجة لمصدر] واستمرارها داخل الصحيفة. تسببت الضجة الناتجة في التخلي عن كين من الفريق قبل بدء البطولة، كما طرده مدير الفريق، ميك مكارثي.